# Pierre Hentges
Pierre Hentges (ur. 4 września 1890 w Bonnevoie, zm. 26 grudnia 1975 w Luksemburgu) – luksemburski gimnastyk, olimpijczyk.
Uczestniczył w rywalizacji na V Igrzyskach olimpijskich rozgrywanych w Sztokholmie w 1912 roku. Startował tam w trzech konkurencjach gimnastycznych. W wieloboju indywidualnym zajął 18. miejsce na 44 startujących zawodników. W wieloboju drużynowym w systemie standardowym zajął z drużyną czwarte miejsce pokonując jedynie drużynę niemiecką. W wieloboju drużynowym w systemie wolnym zajął wraz z drużyną ostatnie, piąte miejsce.
Jego brat, François Hentges, także był gimnastykiem, mistrzem świata w ćwiczeniach na poręczach.